# Dir (명령어)
dir은 컴퓨팅에서 다양한 컴퓨터 운영 체제에서 컴퓨터 파일과 디렉토리 나열을 위해 사용되는 명령어이다. 파일 시스템의 탐색을 돕는 기초적인 명령어들 가운데 하나이다. 이 명령어는 보통 명령 줄 인터프리터(셸)의 내부 명령어로 구현되어 있다. 일부 시스템에서 더 그래피컬할 디렉터리 구조 표현을 tree 명령어를 이용하여 표시할 수 있다.

## 같이 보기
- 도스 명령어 목록
- Ls (유닉스)